# Matriz - Ao Vivo na Bahia
Matriz - Ao Vivo na Bahia é o quarto álbum ao vivo e em vídeo da cantora e compositora brasileira Pitty. Foi gravado em 30 de novembro de 2019 na Concha Acústica do Teatro Castro Alves, em Salvador, Bahia, e lançado em 4 de dezembro de 2020 pela gravadora Deck. O álbum ao vivo conta com as participações de Larissa Luz, Lazzo Matumbi e BaianaSystem.
O show foi incluído no DVD duplo Matriz: Arquivos Completos, onde o primeiro DVD traz o show na íntegra e um making of com bastidores do evento. Já o segundo DVD traz o documentário MATRIZ.doc, dirigido por Otavio Sousa, um passeio de 1 hora de duração não só pelas gravações do disco como pela carreira da Pitty, trazendo imagens dos primeiros shows e ela mesma contando sua trajetória. MATRIZ.doc é praticamente inédito, estreou no festival internacional In–Edit Brasil 2020 e foi ao ar no GNT em outubro. Nos extras desse DVD duplo ainda há Videotrackz, uma minissérie para stories do Instagram inspirada nas faixas do álbum e os videoclipes de “Te Conecta”, “Noite Inteira”, “Bicho Solto”, “Ninguém é de Ninguém”, “Submersa” e o inédito “Motor”.

## Faixas

#### DVD 1
1. "Bicho Solto"
2. "Ninguém é de Ninguém"
3. "Admirável Chip Novo"
4. "Memórias"
5. "Setevidas"
6. "Noite Inteira" (part. Lazzo Matumbi)
7. "Te Conecta/Tudo Me Faz Sentido" (part. Lazzo Matumbi)
8. "Na Sua Estante"
9. "Motor"
10. "Redimir"
11. "Teto de Vidro"
12. "Quem Vai Queimar?"
13. "Dançando"
14. "Equalize"
15. "Roda" (part. BaianaSystem)
16. "Bahia Blues"
17. "Me Adora"
18. "Máscara/Bonecas Pretas" (part. Larissa Luz)
19. "Sol Quadrado" (part. Larissa Luz, Lazzo Matumbi e BaianaSystem)
20. "Making Of" (extra)
21. "Para o Grande Amor" (faixa bônus)
22. "Serpente" (faixa bônus)

#### DVD 2
1. MATRIZ.doc
2. TRAILER.doc
3. VideoTrackz

#### Clipes
1. "Te Conecta"
2. "Noite Inteira"
3. "Bicho Solto"
4. "Ninguém é de Ninguém"
5. "Submersa"
6. "Motor"

## Créditos

#### Banda
- Pitty - voz, violão, percussão, roteiro e direção do show
- Daniel Weksler - bateria e percussão
- Gui Almeida - baixo e violão
- Martin Mendonça - guitarra e violão
- Paulo Kishimoto - teclados, lap steel e percussão

#### Equipe Ferrorama.tv
- Direção de Vídeo: Daniel Ferro
- Produção: Ferrorama.tv
- Coordenador Técnico: Riccardo Melchiades
- Produtor Técnico: Marcelo Borelli
- Edição: Daniel Ferro, PV Cappelli, JB Muniz e Gabriel Gomes
- Color Grading: Daniel Ferro
- Assistente de Direção: Otávio Sousa
- Imagens: Bruno Rocha, Denis Carrion, Fernando Hideki, Gustavo Tolhuizen, Inagê Kaluanã, Iury Taillan, JB Muniz, João Tatu, Luís Martino, Luiz Ramos, Maria Mango, PV Cappelli, Porpeta FPV, Roberto Carlos, Wendel Assis, Willian Samuray e Duane Carvalho
- Assistente de Edição: JB Muniz e PV Cappelli
- Assistente de Produção/Logger: Gustavo Tolhuizen
- Assistente de Câmera: Alan Coelho, Fanny Oliveira e Gabriel Lima

#### Equipe Pitty
- Management: Thiago “Teja” Alves e Marcos Passarini
- Production Manager: Diego Soares
- Produção Executiva: Joanna Jourdan
- Direção de Palco: Caio Medeiros Filho
- Técnico de Monitor: Lincoln Mendes
- Técnico de PA: Alejandro Marjanov
- Luz: Olair “Cunha” Paulino
- VJ: Carlos Pedreañez
- Técnicos de Palco: Bruno Gobi e Peterson Sousa
- Diretor de Segurança: Carlos Brum
- Fotógrafo: Murilo Amancio
- Maquiagem: Omar Bergea
- Figurino: Juliana Maia
- Financeiro: Éder Lima

#### Equipe Deck
- Produzido por Rafael Ramos
- A&R: João Augusto
- Coordenação de Produção: Bruno Pegos
- Assistente de Produção: Jessica Vargas

#### Equipe de áudio
- Gravado por Beto Santana na Unidade Móvel Tupynambá
- Assistente de Gravação: Carlos Eduardo Oliveira
- Mixado por Vitor Farias no Estúdio Tambor (RJ)
- Mixagens Adicionais: Jorge Guerreiro e Rafael Ramos
- Masterizado por Fábio Roberto no Estúdio Tambor (RJ)